# Koknese
Koknese (tyska: Kokenhusen) är en stad och en fästning vid Düna i Lettland. Efter att varit betydande under 1600- och 1700-talet gick staden tillbaka, och var i början av 1900-talet inte mycket mer än en by.
Utanför Kokenhusen led svenska trupper under ledning av Carl Carlsson Gyllenhielm ett militärt nederlag 17 juni 1601 mot polsk-litauiska bevingade husarer. 
År 1608 växlade Kokenhusen ägare två gånger. Den 5 juli 1625 intogs staden av svenskarna och blev därefter stödjepunkten för deras operationer i södra Livland och Kurland. Själva fästningen föll först den 15 juli. År 1656 stormades Kokenhusen av ryssarna, varpå bemanningen nedhöggs. 17 oktober 1700 föll fästningen i sachsarnas händer och sprängdes av dem i luften efter nederlaget i slaget vid Düna 1701.